# 郡司淳
郡司 淳（ぐんし じゅん、1960年 – ）は、日本の文学者。歴史学者。北海学園大学教授。文学博士（北海学園大学）。東京都出身。

## 履歴
日本大学文理学部卒業。1990年日本大学大学院文学研究科日本史専攻博士課程単位取得退学。同年、日本大学文理学部助手。1995年筑波大学第二学群助手。その後、日本大学文理学部通信教育課程インストラクター、東京家政学院大学人文学部非常勤講師、目白大学人文学部非常勤講師、日本大学工学部非常勤講師などを経て、2004年北海学園大学人文学部助教授に就任。2008年論題「軍事援護の研究－近代日本の地域統合と国民動員－」にて文学博士を受く。博士論文主査は大濱徹也。2008年北海学園大学人文学部教授。2013年同人文学部長。2015年北海学園大学七十年史編纂委員会委員長。2023年同大学院文学研究科長。

## 研究領域
専門は軍事史。近代日本という非ヨーロッパ世界に成立した国民国家の歴史を軍隊と民衆、軍事と社会という観点から研究。

## 著書
- 大濱徹也編『国民国家の構図』分担執筆 雄山閣出版 1999
- 『軍事援護の世界 : 軍隊と地域社会』同成社 2004
- 『近代日本の国民動員 : 「隣保相扶」と地域統合』刀水書房 2009
- 『傷痍軍人・リハビリテーション関係資料集成（編集復刻版）第1巻・第2巻』サトウタツヤ共編　六花出版 2014